# Навртка
Навртка (матица) је машински елемент који има отвор или рупу са навојем. Навртка се у већини случајева користи у комбинацији са одговарајућим вијком како би се спојили различити машински елементи. Ова два елемента су спојена заједно захваљујући сили трења између вијка и навртке и површинском притиску између навртке и елемента који се спаја овом везом. Уколико су вијак и навртка изложени вибрацијама често се користе додатни машински елементи како би се спречило нежељено отпуштање ових навојних елемената (еластична подлошка, расцепка и сл.). Уколико је пожељно осигурање навојног споја без додатних елемената, користе се самоосигуравајуће навртке, које помоћу различитих конструктивних решења повећавају трење у навоју или на неки други начин не дозвољавају попуштање навојног споја.
Као и код вијака и навртка може имати леви или десни (најчешће у употреби) навој.

## Врсте навртки и материјали за израду
Постоји мноштво различитих материјала за израду навртки, као и мноштво разних облика навртки. Основни облик навртке је шестоугао, облик који је нашао врло широку примену у пракси. Овај облик је добар јер омогућава добар прилаз алатима на местима ограниченог простора, могућност поделе закретања на угао од 30°, а посебно добра особина је да је мање осетљив на трошење и хабање, те се теже претвори у круг, што онемогућава даљу употребу. 
Дужина навртке зависи од пречника њеног проврта и од врсте материјала од којег се навртка израђује. Генерално, важи правило да оптерећење које имају навоји навртке у захвату с вијком морају бити већи од потребног оптерећења за пуцање вијка. За уобичајене навртке се узима да је њихова дужина једнака 0,8 d, што омогућује око четири круга навоја унутар навртке. 
Потреба за коришћењем навртке на разним местима и за разне намене узроковала је појаву мноштва разних врста навртки. На сликама десно само је један мали део облика и врста навртки. 
Материјали за израду навртки такође зависе од њихове намене. Већина се ради од разних врста челика, а могу се наћи и месингане, алуминијумске, пластичне, бакелитне и друге.
Њихова величина је дефинисана димензијом вијка, а може бити врло мала (урарски вијци и матице), а и врло велика (на великим уређајима и осовинама).

## Најчешће врсте навртки
Према облику, навртка може бити:
- Шестоугаона (најчешће у употреби)
- Квадратна
- Лептир навртка
- Т навртка
- Слепа навртка („капица“)
- „Унит“ навртка
- Навртка са жљебовима
- Навртка за заваривање

Према начину осигурања од одвртања, може бити:
- Са пластичним прстеном
- Са жљебовима за расцепку
- Са назубљеним прстеном

### Навртке за приваривање
Навртке за приваривање имају с чеоне стране 4, односно 3 брадавице, којима се приварују на лимове. С њима се и на танким лимовима постиже иста оптеретивост као и с нормалним наврткама. Њихова употреба је пожељна, јер знатно олакшавају монтажне радове, посебно на тешко приступачним местима. 

### Уложени наглавак
Треба још споменути уложене наглавке, с спољним и унутрашњим навојем, који су на крају зарезани или бушени. При увијању у глатко избушене рупе, оштри бридови на зарезима или провртима наглавка урежу се и усидре у зид избушене рупе. Причврсни вијци увијају се онда у унутрашњи навој наглавка, исто као и у нормалне уврте с навојем у деловима. С таквим уложним наглавцима изванредно се вијцима спајају, чврсто и трајно, делови од лаких метала, сивог лива, вештачких маса, дрва или влакнастог материјала. Једноставност употребе скраћује време обраде, често штеди скупе алате и смањује отпад.

## Димензије шестостране матице
| Називни пречник отвора | Називни пречник отвора | Корак навоја | Корак навоја | Кључ | Кључ | Кључ | Спољашњи пречник | Висина             | Висина       | Висина           |
| Први ред приоритета    | Други ред приоритета   | нормални     | фини         |      |      |      |                  | Шестоугаона матица | Контраматица | Најлонска матица |
| ---------------------- | ---------------------- | ------------ | ------------ | ---- | ---- | ---- | ---------------- | ------------------ | ------------ | ---------------- |
| 1                      |                        | 0,25         |              | 2,5  |      |      |                  |                    |              |                  |
| 1,2                    |                        | 0,25         |              |      |      |      |                  |                    |              |                  |
|                        | 1,4                    | 0,3          |              |      |      |      |                  |                    |              |                  |
| 1,6                    |                        | 0,35         |              | 3,2  |      |      |                  |                    |              |                  |
|                        | 1,8                    | 0,35         |              |      |      |      |                  |                    |              |                  |
| 2                      |                        | 0,4          |              | 4    |      |      |                  | 1,6                | 1,2          | -                |
| 2,5                    |                        | 0,45         |              | 5    |      |      |                  | 2                  | 1,6          | -                |
| 3                      |                        | 0,5          |              | 5,5  |      |      | 6,4              | 2,4                | 1,8          | 4                |
|                        | 3,5                    | 0,6          |              | 6    |      |      |                  |                    |              |                  |
| 4                      |                        | 0,7          |              | 7    | 7    | 7    | 8,1              | 3,2                | 2,2          | 5                |
| 5                      |                        | 0,8          |              | 8    | 8    | 8    | 9,2              | 4                  | 2,7          | 5                |
| 6                      |                        | 1            | 0,75         | 10   | 10   | 10   | 11,5             | 5                  | 3,2          | 6                |
|                        | 7                      | 1            |              |      | 11   |      |                  | 5,5                | 3,5          | -                |
| 8                      |                        | 1,25         | 1            | 13   | 13   | 12   | 15               | 6,5                | 4            | 8                |
| 10                     |                        | 1,5          | 1,25 ili 1   | 16   | 17   | 14   | 19,6             | 8                  | 5            | 10               |
| 12                     |                        | 1,75         | 1,5 ili 1,25 | 18   | 19   | 17   | 22,,1            | 10                 | 6            | 12               |
|                        | 14                     | 2            | 1,5          | 21   | 22   | 19   |                  | 11                 | 7            | 14               |
| 16                     |                        | 2            | 1,5          | 24   | 24   | 22   | 27,7             | 13                 | 8            | 16               |
|                        | 18                     | 2,5          | 2 ili 1,5    |      | 27   |      |                  | 15                 | 9            | 18,5             |
| 20                     |                        | 2,5          | 2 ili 1,5    | 30   | 30   |      | 34,6             | 16                 | 10           | 20               |
|                        | 22                     | 2,5          | 2 ili 1,5    | 32   |      |      |                  |                    |              |                  |
| 24                     |                        | 3            | 2            | 36   |      |      | 41,6             | 19                 |              |                  |
|                        | 27                     | 3            | 2            | 41   |      |      |                  |                    |              |                  |
| 30                     |                        | 3,5          | 2            | 46   |      |      | 53,1             | 24                 |              |                  |
|                        | 33                     | 3,5          | 2            |      |      |      |                  |                    |              |                  |
| 36                     |                        | 4            | 3            | 55   |      |      | 63,5             | 29                 |              |                  |
|                        | 39                     | 4            | 3            |      |      |      |                  |                    |              |                  |
| 42                     |                        | 4,5          | 3            |      |      |      |                  |                    |              |                  |
|                        | 45                     | 4,5          | 3            |      |      |      |                  |                    |              |                  |
| 48                     |                        | 5            | 3            |      |      |      |                  |                    |              |                  |
|                        | 52                     | 5            | 4            |      |      |      |                  |                    |              |                  |
| 56                     |                        | 5,5          | 4            |      |      |      |                  |                    |              |                  |
|                        | 60                     | 5,5          | 4            |      |      |      |                  |                    |              |                  |
| 64                     |                        | 6            | 4            |      |      |      |                  |                    |              |                  |

### хексагоналне навртке
| #0   |      |        |        |  |  |  |  |  |  |  |  |  | 5⁄32   | 0,1563 | 3,969  |  |       |       |  |      |  |  |  |  |
| #1   |      |        |        |  |  |  |  |  |  |  |  |  | 5⁄32   | 0,1563 | 3,969  |  |       |       |  |      |  |  |  |  |
| #2   |      | 0,086  | 2,1844 |  |  |  |  |  |  |  |  |  | 3⁄16   | 0,1875 | 4,763  |  |       | 5,18  |  | 1,65 |  |  |  |  |
| #3   |      |        |        |  |  |  |  |  |  |  |  |  | 3⁄16   | 0,1875 | 4,763  |  |       | 5,10  |  | 1,85 |  |  |  |  |
| #4   |      | 0,1120 | 2,8448 |  |  |  |  |  |  |  |  |  | 1⁄4    | 0,2500 | 6,35   |  |       | 7,05  |  | 2,25 |  |  |  |  |
| #6   |      | 0,1380 | 3,5052 |  |  |  |  |  |  |  |  |  | 5⁄16   | 0,3125 | 7,938  |  |       | 8,95  |  | 2,85 |  |  |  |  |
| #8   |      | 0,1640 | 4,1656 |  |  |  |  |  |  |  |  |  | 11⁄32  | 0,3440 | 8,731  |  | 0,386 | 9,80  |  | 3,05 |  |  |  |  |
| #10  |      | 0,1900 | 4,8260 |  |  |  |  |  |  |  |  |  | 3⁄8    | 0,3750 | 9,525  |  | 0,461 | 11,70 |  | 3.10 |  |  |  |  |
| #12  |      | 0,2160 | 5,4864 |  |  |  |  |  |  |  |  |  | 7⁄16   | 0,4375 | 11,113 |  |       |       |  |      |  |  |  |  |
| 1⁄4  | 1⁄4  | 0,250  | 6,350  |  |  |  |  |  |  |  |  |  | 7⁄16   | 0,4375 | 11,113 |  |       |       |  |      |  |  |  |  |
| 5⁄16 | 5⁄16 | 0,3125 | 7,9375 |  |  |  |  |  |  |  |  |  | 1⁄2    | 0,5000 | 12,700 |  | 0,577 |       |  |      |  |  |  |  |
| 3⁄8  | 3⁄8  | 0,375  | 9,525  |  |  |  |  |  |  |  |  |  | 9⁄16   | 0,5620 | 14,288 |  | 0,650 |       |  |      |  |  |  |  |
| 7⁄16 | 7⁄16 |        |        |  |  |  |  |  |  |  |  |  | 11⁄16  | 0,6750 | 17,463 |  |       |       |  |      |  |  |  |  |
| 1⁄2  | 1⁄2  | 0.500  | 12,70  |  |  |  |  |  |  |  |  |  | 3⁄4    | 0,7500 | 19,050 |  | 0,866 |       |  |      |  |  |  |  |
| 9⁄16 | 9⁄16 |        |        |  |  |  |  |  |  |  |  |  | 7⁄8    | 0,8750 | 22,225 |  |       |       |  |      |  |  |  |  |
| 5⁄8  | 5⁄8  |        |        |  |  |  |  |  |  |  |  |  | 15⁄16  | 0,9375 | 23,813 |  | 1.083 |       |  |      |  |  |  |  |
| 3⁄4  | 3⁄4  | 0.750  |        |  |  |  |  |  |  |  |  |  | 1 ⁄8   | 1,1250 | 28,575 |  | 1,299 |       |  |      |  |  |  |  |
| 7⁄8  | 7⁄8  |        |        |  |  |  |  |  |  |  |  |  | 1 5⁄16 | 1,3125 | 33,338 |  |       |       |  |      |  |  |  |  |
| 1    | 1    | 1      | 25,40  |  |  |  |  |  |  |  |  |  | 1 ⁄2   | 1,5000 | 38,100 |  | 1,653 |       |  |      |  |  |  |  |

## Материјал матица
Челичне матице се деле у разреде чврстоће: 4, 5, 6, 8, 10, 12 и 14. Ознака разреда чврстоће значи (на пример: 6):
- број x 100 = 6 x 100 = 600  (максимална чврстоћа)
Матице већих чврстоћа морају себи да имају отиснуту ознаку разреда чврстоће.
| ISO 898 (Метарска матица)             |     |     |      |  |    |
| Ниско или средње угљични челик        | 380 | 420 | 520  |  | 5  |
| Средње угљични челик (угашен и каљен) | 580 | 640 | 800  |  | 8  |
| Легирани челик (угашен и каљен)       | 830 | 940 | 1040 |  | 10 |

Квалитет или каквоћа челика за вијке означава се с два броја (на пример 8,8). Први број означује минималну чврстоћу, други десетороструки однос минималне границе течења и минималне ломне чврстоће. Челик за матице означава се само једним бројем (на пример 8), који означава такозвано напрезање испитивања . Напрезање испитивања одговара минималној затезној чврстоћи вијка, с којим се мора спарити матицу висине m ≧ 0,6∙d, ако треба остварити оптеретивост споја до минималне ломне чврстоће вијка.

## Осигурање вијчаног споја од одвртања
Осигурање вијчаног споја од одвртања код статичких оптерећења није потребно, али се примењује код динамичких оптерећења. Наиме, након притезања вијка долази до делимичног слегања храпавости додирних површина, може доћи до пузања материјала вијка, а може доћи и до локалних пластичних деформација. Све то, потпомогнуто променама оптерећења и евентуалним вибрацијама, може резултирати отпуштањем вијчаног споја. У правилу су добро прорачунати, обликовани и притегнути вијчани спојеви већ осигурани против нежељеног одвртања. То пре свега вреди за високооптерећене спојеве с еластичним вијцима разреда чврстоће 8.8 и више, уз мале храпавости додирних површина.

### Осигурање вијчаног споја од одвртања обликом
Осигурање обликом се постиже: 
- расцепком с обичном или крунастом матицом; расцепка пролази кроз попречни проврт у вијку,
- сигурносним лимом с изданцима; један изданак се приљуби уз матицу, а други савије око руба.

### Осигурање вијчаног споја од одвртања силом
Уметањем посебних опружних елемената се осигурава аксијална сила преднапона и при деловању највеће радне силе, макар је дошло до слегања храпавости или пластичних деформација. Ови елементи су у облику расечених, закривљених или тањирастих прстена (плочица), а израђени су од опружног челика. Назива се и еластичне подлошке.
Разне зупчасте и лепезасте прстенасте плочице се својим зупцима утискују у подлогу, повећавају трење и тако спречавају одвртање. Овакво осигурање није примењиво на тврдим каљеним површинама. Веће трење и спречавање одвртања матице се постиже и сигурносном лименом матицом од опружног челика која с унутрашње стране има више језичака који се забијају у навој. Честа је употреба две матице: протуматице (контраматице) мање висине која се притеже на подлогу и нормалне матице која се притеже на контраматицу (у пракси се често матице погрешно монтирају обратно). Матице могу бити и једнаке. Спољна матица спречава отпуштање унутрашње, а на површини њиховог додира се јавља и додатно трење.  За једнократну употребу се користе матице с улошком од вештачке пластичне масе у који вијак урезује навој.

### Осигурање вијчаног споја од одвртања материјалом
Врши се лепљењем навоја вештачким смолама. Често се користи лепак предузећа „Локтит” којим се могу постићи водонепропусни спојеви, на пример код спајања цеви. Могуће је и заваривање главе вијка или матице за подлогу за шта постоје и посебни вијци и матице.